# Dödlig fångst
Dödlig fångst (originaltitel: Deadliest Catch) är ett amerikanskt TV-program som visas i Discovery Channel sedan 2005, där man får följa några fartyg som fiskar krabbor (kungskrabba och snökrabba,  Chionoecetes opilio) i Berings hav väst om Alaska. Dutch Harbor i Unalaska, Alaska, är basen för fiskeflottan.
Seriens titel syftar på den höga risken för skada eller död i samband med arbetet då krabbfiskarna ofta arbetar i långa strapatsfyllda och riskabla arbetspass, i det hårda och iskalla vädret.
Dödlig fångst hade premiär på Discovery Channel den 12 april 2005 och sänds i över 200 länder. Den 11 april 2017 hade säsong 13 premiär.